# Campionati europei di corsa campestre 2012
Il XIX Campionato europeo di corsa campestre si è disputato a Szentendre, in Ungheria, il 9 dicembre 2012. Il titolo maschile è stato vinto da Andrea Lalli mentre quello femminile da Fionnuala Britton.

## Risultati
I risultati del campionato sono stati:

### Individuale (uomini senior)
| Pos. | Atleta              | Nazione       | Tempo (m's") |
| ---- | ------------------- | ------------- | ------------ |
|      | Andrea Lalli        | Italia        | 30'01"       |
|      | Hassan Chahdi       | Francia       | 30'11"       |
|      | Daniele Meucci      | Italia        | 30'13"       |
| 4    | Tom Farrell         | Gran Bretagna | 30'14"       |
| 5    | Carles Castillejo   | Spagna        | 30'14"       |
| 6    | Ayad Lamdassem      | Spagna        | 30'14"       |
| 7    | Polat Kemboi Arıkan | Turchia       | 30'21"       |
| 8    | Javier Guerra       | Spagna        | 30'22"       |
| 9    | Bashir Abdi         | Belgio        | 30'26"       |
| 10   | Steve Vernon        | Gran Bretagna | 30'28"       |
| 11   | Jonathan Taylor     | Gran Bretagna | 30'30"       |
| 12   | Milan Kocourek      | Rep. Ceca     | 30'33"       |

### Squadre (uomini senior)
| Pos. | Atleta                                                                                          | Punti |
| ---- | ----------------------------------------------------------------------------------------------- | ----- |
|      | Spagna Carles Castillejo Ayad Lamdassem Javier Guerra Juan Carlos Higuero Antonio Dávid Jiménez | 35    |
|      | Gran Bretagna Tom Farrell Steve Vernon Jonathan Taylor Andy Vernon Tom Humphries                | 38    |
|      | Italia Andrea Lalli Daniele Meucci Gabriele De Nard Patrick Nasti Alex Baldaccini               | 63    |

### Individuale (donne senior)
| Pos. | Atleta            | Nazione       | Tempo (m's") |
| ---- | ----------------- | ------------- | ------------ |
|      | Fionnuala Britton | Irlanda       | 27'45"       |
|      | Ana Dulce Félix   | Portogallo    | 27'47"       |
|      | Adrienne Herzog   | Paesi Bassi   | 27'48"       |
| 4    | Almensh Belete    | Belgio        | 27'54"       |
| 5    | Laurane Picoche   | Francia       | 27'55"       |
| 6    | Sophie Duarte     | Francia       | 27'55"       |
| 7    | Nadia Ejjafini    | Italia        | 27'59"       |
| 8    | Linda Byrne       | Irlanda       | 28'17"       |
| 9    | Lisa Stublić      | Croazia       | 28'18"       |
| 10   | Diana Martín      | Spagna        | 28'19"       |
| 11   | Louise Damen      | Gran Bretagna | 28'22"       |
| 12   | Sara Moreira      | Portogallo    | 28'26"       |

### Squadre (donne senior)
| Pos. | Atleta                                                                                  | Punti |
| ---- | --------------------------------------------------------------------------------------- | ----- |
|      | Irlanda Fionnuala Britton Linda Byrne Ava Hutchinson Lizzie Lee Sarah McCormack         | 52    |
|      | Francia Laurane Picoche Sophie Duarte Christine Bardelle Magali Bernard Maryline Pellen | 52    |
|      | Gran Bretagna Louise Damen Caryl Jones Rosie Smith Elle Baker Katrina Wootton           | 60    |

### Individuale (uomini under 23)
| Pos. | Atleta                 | Nazione       | Tempo (m's") |
| ---- | ---------------------- | ------------- | ------------ |
|      | Henrik Ingebrigtsen    | Norvegia      | 24'30"       |
|      | Soufiane Bouchikhi     | Belgio        | 24'40"       |
|      | James Wilkinson        | Gran Bretagna | 24'43"       |
| 4    | Jesper van der Wielen  | Paesi Bassi   | 24'46"       |
| 5    | Romain Collenot-Spiret | Francia       | 24'50"       |
| 6    | Antonio Abadía         | Spagna        | 24'57"       |
| 7    | Abdelaziz Merzougui    | Spagna        | 24'57"       |
| 8    | Hayle İbrahimov        | Azerbaigian   | 24'59"       |
| 9    | Ørjan Grønnevig        | Norvegia      | 25'00"       |
| 10   | Simon Denissel         | Francia       | 25'02"       |
| 11   | Abdi Hakin Ulad        | Danimarca     | 25'04"       |
| 12   | Lars Erik Malde        | Norvegia      | 25'05"       |

### Squadre (uomini under 23)
| Pos. | Atleta                                                                                   | Punti |
| ---- | ---------------------------------------------------------------------------------------- | ----- |
|      | Francia Romain Collenot-Spiret Simon Denissel Michael Gras Matthieu Lonjou Tanguy Pepiot | 50    |
|      | Spagna Antonio Abadía Abdelaziz Merzougui Roberto Alaiz Aitor Fernández Gabriel Navarro  | 59    |
|      | Gran Bretagna James Wilkinson Andrew Heyes Simon Horsfield Dewi Griffiths Scott McDonald | 80    |

### Individuale (donne under 23)
| Pos. | Atleta                | Nazione       | Tempo (m's") |
| ---- | --------------------- | ------------- | ------------ |
|      | Jess Coulson          | Gran Bretagna | 20'40"       |
|      | Lyudmila Lebedeva     | Russia        | 20'49"       |
|      | Clémence Calvin       | Francia       | 20'52"       |
| 4    | Gulshat Fazlitdinova  | Russia        | 20'52"       |
| 5    | Lauren Howarth        | Gran Bretagna | 20'56"       |
| 6    | Corinna Harrer        | Germania      | 21'04"       |
| 7    | Carla Salomé Rocha    | Portogallo    | 21'05"       |
| 8    | Yekaterina Matyunina  | Russia        | 21'07"       |
| 9    | Viktoriya Pohoryelska | Ucraina       | 21'08"       |
| 10   | Catarina Ribeiro      | Portogallo    | 21'20"       |
| 11   | Layes Abdullayeva     | Azerbaigian   | 21'23"       |
| 12   | Hannah Walker         | Gran Bretagna | 21'27"       |

### Squadre (donne under 23)
| Pos. | Atleta                                                                                             | Punti |
| ---- | -------------------------------------------------------------------------------------------------- | ----- |
|      | Russia Lyudmila Lebedeva Gulshat Fazlitdinova Yekaterina Matyunina Yelena Sedova                   | 27    |
|      | Gran Bretagna Jess Coulson Lauren Howarth Hannah Walker Lily Partridge Beth Potter Hannah Alderson | 33    |
|      | Germania Corinna Harrer Jana Sussmann Melanie Stemper Domenika Weiss Jannika John                  | 86    |

### Individuale (uomini junior)
| Pos. | Atleta               | Nazione       | Tempo (m's") |
| ---- | -------------------- | ------------- | ------------ |
|      | Szymon Kulka         | Polonia       | 18'43"       |
|      | Mitko Tsenov         | Bulgaria      | 18'47"       |
|      | Kieran Clements      | Gran Bretagna | 18'57"       |
| 4    | Ferdinand Kvan Edman | Norvegia      | 18'59"       |
| 5    | Djilali Bedrani      | Francia       | 18'59"       |
| 6    | Isaac Kimeli         | Belgio        | 19'00"       |
| 7    | Alexandre Saddedine  | Francia       | 19'00"       |
| 8    | Dino Bošnjak         | Croazia       | 19'01"       |
| 9    | Charlie Grice        | Gran Bretagna | 19'02"       |
| 10   | Viktor Bakharev      | Russia        | 19'03"       |
| 11   | Mikhail Strelkov     | Russia        | 19'04"       |
| 12   | Johannes Motschmann  | Germania      | 19'10"       |

### Squadre (uomini junior)
| Pos. | Atleta | Punti |
| ---- | --- | ----- |
|      | Russia Viktor Bakharev Mikhail Strelkov Nikita Vysotskiy Rudolf Petrukhin Ivan Panferov Aleksandr Novikov | 50    |
|      | Francia Djilali Bedrani Alexandre Saddedine Emmanuel Roudolff Levisse Hamza Habjaoui Félix Bour           | 51    |
|      | Gran Bretagna Kieran Clements Charlie Grice Ian Bailey Charlie Hulson Luke Traynor                        | 54    |

### Individuale (donne junior)
| Pos. | Atleta             | Nazione       | Tempo (m's") |
| ---- | ------------------ | ------------- | ------------ |
|      | Amela Terzić       | Serbia        | 13'29"       |
|      | Emelia Gorecka     | Gran Bretagna | 13'37"       |
|      | Maya Rehberg       | Germania      | 13'43"       |
| 4    | Maruša Mišmaš      | Slovenia      | 13'44"       |
| 5    | Annabel Mason      | Gran Bretagna | 13'47"       |
| 6    | Ummuhani Karacadir | Turchia       | 13'54"       |
| 7    | Mariya Hodakyvska  | Ucraina       | 14'00"       |
| 8    | Jenny Walsh        | Gran Bretagna | 14'01"       |
| 9    | Monica Florea      | Romania       | 14'04"       |
| 10   | Yevdokiya Bukina   | Russia        | 14'05"       |
| 11   | Luiza Litvinova    | Russia        | 14'07"       |
| 12   | Liv Westphal       | Francia       | 14'08"       |

### Squadre (donne junior)
| Pos. | Atleta                                                                                       | Punti |
| ---- | -------------------------------------------------------------------------------------------- | ----- |
|      | Gran Bretagna Emelia Gorecka Annabel Mason Jenny Walsh Jessica Judd Alex Clay Rhona Auckland | 28    |
|      | Germania Maya Rehberg Anna Gehring Caterina Granz Johanna Schulz Lisa Ziegler Laura Clart    | 106   |
|      | Russia Yevdokiya Bukina Luiza Litvinova Zulfira Fazlitdinova Alena Shukhtuyeva               | 111   |

## Medagliere
| Posizione | Paese         | Oro | Argento | Bronzo | Totale |
| --------- | ------------- | --- | ------- | ------ | ------ |
| 1         | Gran Bretagna | 2   | 3       | 5      | 10     |
| 2         | Russia        | 2   | 1       | 1      | 4      |
| 3         | Irlanda       | 2   | 0       | 0      | 2      |
| 4         | Francia       | 1   | 3       | 1      | 5      |
| 5         | Spagna        | 1   | 1       | 0      | 2      |
| 6         | Italia        | 1   | 0       | 2      | 3      |
| 7         | Norvegia      | 1   | 0       | 0      | 1      |
| 7         | Polonia       | 1   | 0       | 0      | 1      |
| 7         | Serbia        | 1   | 0       | 0      | 1      |
| 10        | Germania      | 0   | 1       | 2      | 3      |
| 11        | Portogallo    | 0   | 1       | 0      | 1      |
| 11        | Belgio        | 0   | 1       | 0      | 1      |
| 11        | Bulgaria      | 0   | 1       | 0      | 1      |
| 14        | Paesi Bassi   | 0   | 0       | 1      | 1      |
| Totale    | Totale        | 12  | 12      | 12     | 36     |